# Ichtamir
Ichtamir (mong. Ихтамир сум) – jeden z 19 somonów ajmaku północnochangajskiego położony w jego środkowej i południowej części. Siedzibą administracyjną somonu jest miejscowość Dzaanchoszuu znajdująca się 475 km od stolicy kraju, Ułan Bator i 27 km od stolicy ajmaku, Cecerlegu. W 2010 roku somon liczył 4940 mieszkańców.

## Gospodarka
Występują złoża węgla kamiennego i materiałów do produkcji szkła ołowiowego. Usługi: szkoła, szpital, sklepy i centra kulturalne.

## Geografia
Na obszarze somonu znajduje się pasmo Gurwan Anangijn nuruu (3539 m n.p.m.) oraz rzeki Tamir gol, Chanuj gol i Chünüj gol. 
Obszar znajduje się w strefie surowego klimatu kontynentalnego. Średnie temperatury stycznia wynoszą -20, natomiast czerwca 16 °C. Średnia roczna suma opadów waha się od 300 do 400 mm.

## Fauna
Na terenie somonu występują m.in. jelenie, lisy, korsaki, wilk, manule i dzikie owce.